# St. Ägidius (Seeon)

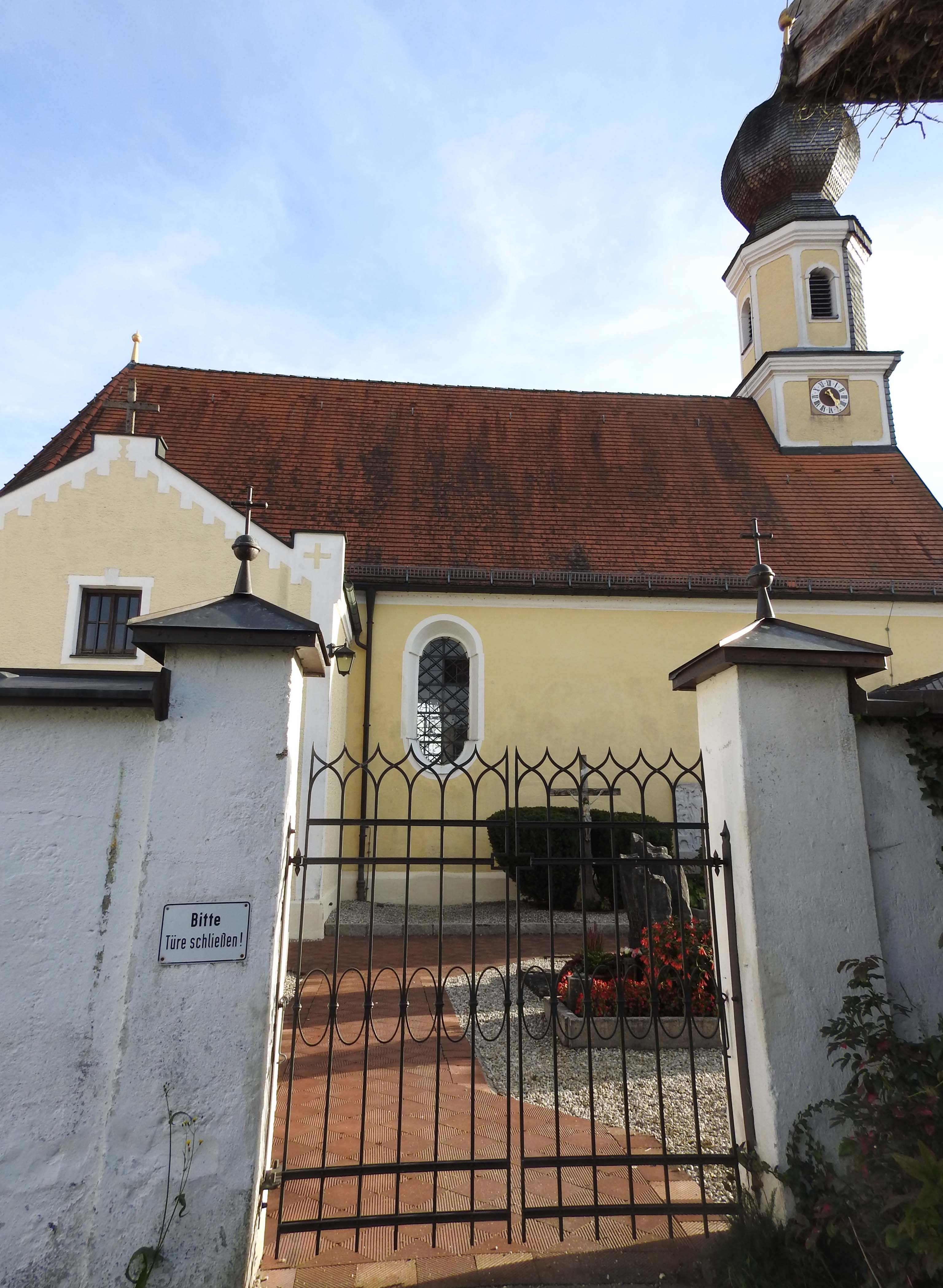
St. Ägidius in Seeon

Die römisch-katholische Filialkirche St. Ägidius steht in Seeon, einem Gemeindeteil von Seeon-Seebruck im oberbayerischen Landkreis Traunstein.  Sie ist in der Liste der Baudenkmäler in Seeon-Seebruck als Baudenkmal unter der Nr. D-1-89-143-52 eingetragen. Die Kirche gehört zum Dekanat Traunstein des Erzbistums München und Freising und bildet mit St. Johannes Baptist (Truchtlaching) und St. Thomas und St. Stephan (Seebruck) den Pfarrverband Seeon.

## Beschreibung
Die spätgotische Saalkirche wurde in der ersten Hälfte des 15. Jahrhunderts erbaut und im späten 17. Jahrhundert barock umgestaltet. Sie besteht aus dem Langhaus, dem eingezogenen, dreiseitig geschlossenen Chor im Osten, der Sakristei an der Nordwand des Chors und einem Vorbau mit dem Portal an der Westwand des Langhauses. Um 1686 wurde dem Satteldach des Langhauses im Westen ein Dachreiter mit einer Zwiebelhaube aufgesetzt, der im unteren quadratischen Geschoss die Turmuhr und im oberen achteckigen den Glockenstuhl enthält.
Im Retabel des von den Skulpturen des heiligen Georg und des Florian von Lorch flankierten Hochaltars ist der heilige Ägidius dargestellt. Im Chor befinden sich auf Konsolen zwei Reliefs, die aus der Werkstatt des Meisters von Rabenden stammen. Die Orgel mit acht Registern, verteilt auf ein Manual und Pedal, wurde 2010 von Dieter Schingnitz gebaut.